# Le Petit Malade
Le Petit Malade est une pièce en un acte écrite par Georges Courteline, parue en 1905 dans Coco, Coco et Toto